# Georg Habermann
Georg Habermann (3. dubna 1842 – 12. března 1918 Cheb) byl rakouský a český právník a politik německé národnosti, v 70. letech 19. století poslanec Českého zemského sněmu.

## Biografie
Profesí byl právník, novinář a politik. Uvádí se jako zemský advokát. Získal titul císařského rady. Působil jako tajemník chebské obchodní a živnostenské komory. Angažoval se i ve studiu historie. Počátkem 70. let navrhl využít chebský hrad jako muzeum. Později působil jako předseda muzejní komise města Chebu založené roku 1879.
V 70. letech 19. století se zapojil i do zemské a celostátní politiky. V zemských volbách v roce 1872 byl zvolen na Český zemský sněm za kurii obchodních a živnostenských komor (obvod Cheb). Na mandát rezignoval před březnem 1876. Ve volbách do Říšské rady roku 1879 se snažil o zvolení do Říšské rady (celostátní zákonodárný sbor), ale porazil jej Ernst Bareuther.
Zemřel v březnu 1918 v Chebu.